# Melonek
Melonek – wieś w Polsce położona w województwie świętokrzyskim, w powiecie kieleckim, w gminie Łagów.
| SIMC    | Nazwa           | Rodzaj      |
| ------- | --------------- | ----------- |
| 0247730 | Gajówka Melonek | osada leśna |
| 0247746 | Ruda            | część wsi   |

W latach 1975–1998 miejscowość administracyjnie należała do województwa kieleckiego.

## Historia
Wieś założona prawdopodobnie na przełomie XVII i XVIII w. W XVIII w. było tu 7 chałup i 44 mieszkańców. Późniejsze zapisy z tego samego wieku informują o 8. domach i 46. mieszkańcach. Wzmiankowana fryszerka. Funkcjonował również młyn, należący do wójtostwa w Zbelutce.
Pod koniec XIX w. wieś w Powiecie opatowskim, gmina Gęsice, parafia Zbilutka. W 1885 było tu 26 domów, 145 mieszkańców, 419 mórg ziemi włościańskiej i 30 mórg należących do majoratu Zbelutka.
Na mapie Galicji zachodniej wieś oszacowana na 8 domów i 4 mężczyzn.
W roku 1921 naliczono tu 41 budynków z przeznaczeniem mieszkalnym oraz 206 mieszkańców (97 mężczyzn i 109 kobiet). Narodowość polską podało 201 osób, a 5 żydowską.

## Obiekty zabytkowe (stan na rok 2004)
- dom drewniany, 1858 r.
- trzy domy drewniane, około 1910 r.
- trzy domy drewniane, około 1920 r.
- stodoła z początku XX w.
- obora z początku XX w.[6]

## Współcześnie
Melonek wchodzi w skład sołectwa Melonek-Ruda. W 1992 we wsi były 34 zagrody i 188 mieszkańców (liczonych łącznie z Rudą). Powierzchnia sołectwa Melonek-Ruda wynosiła 733,12 ha. Spis powszechny z czerwca 2011 r. wykazał w sołectwie 167 mieszkańców (Melonek 102. osoby, Ruda 65).